# NGC 1069
NGC 1069 (другие обозначения — MCG −1-7-38, IRAS02405-0829, PGC 10285) — спиральная галактика (Sc) в созвездии Кит. Открыта Льюисом Свифтом в 1886 году. Описание Дрейера: «очень тусклый, маленький объект круглой формы, к востоку видна звезда 8,5-й величины».
Этот объект входит в число перечисленных в оригинальной редакции «Нового общего каталога».
Галактика обладает активным ядром, которое относится к типа Liner.